# Rainer Hofmann
Rainer Hofmann (* 29. Juni 1953 in Heidelberg) ist ein deutscher Rechtswissenschaftler. Er ist seit dem Wintersemester 2004/2005 Professor am Fachbereich Rechtswissenschaft der Goethe-Universität in Frankfurt am Main, Lehrstuhl für Öffentliches Recht, Völker- und Europarecht.

## Ausbildung und beruflicher Werdegang
Nach seiner Schulbildung studierte Hofmann von 1972 bis 1977 Geschichte und Rechtswissenschaften an den Universitäten in Freiburg, Lausanne und Heidelberg. Hieran schloss sich das Rechtsreferendariat, unterbrochen durch einen Gastaufenthalt an der Universität Montpellier I, wo er als Dozent für Deutsches Recht unterrichtete und 1979 den Abschluss eines Docteur d’Université en Droit erlangte, an. Nach Abschluss des Zweiten Staatsexamens war Hofmann ab März 1982 Referent am Max-Planck-Institut für ausländisches öffentliches Recht und Völkerrecht und wurde 1986 mit einer Arbeit im Bereich des Völkerrechts zum Doktor der Rechte promoviert. Noch im selben Jahr wurde er als wissenschaftlicher Mitarbeiter an das Bundesverfassungsgericht abgeordnet. Nach seiner Rückkehr an das Max-Planck Institut dauerte es bis 1992 ehe Hofmann, ebenfalls zu einer völkerrechtlichen Frage, habilitierte. Nach Lehrstuhlvertretungen in Kiel und Würzburg erhielt er 1994 einen Ruf an die Universität zu Köln. Zum Sommersemester 1997 wechselte er als stellvertretender Direktor des Walther-Schücking-Instituts für internationales Recht an die Universität Kiel. Seit Oktober 2004 hat Hofmann eine Professur für Öffentliches Recht, Völker- und Europarecht an der Universität Frankfurt am Main inne und ist dort zugleich Co-Direktor des Wilhelm-Merton-Zentrums für europäische Integration und internationale Wirtschaftsordnung.

## Mitgliedschaften
- Mitglied der International Law Association (seit 1984)
- Europäisches Zentrum für Minderheitenfragen, Mitglied (seit 1996), Vizepräsident (seit 2009)
- Mitglied des völkerrechtswissenschaftlichen Beirats des Auswärtigen Amtes (seit 2001)
- Generalsekretär der Deutschen Vereinigung für Internationales Recht (2010)
- Mitglied der Agentur der Europäischen Union für Grundrechte (seit 2012)

## Veröffentlichungen (Auswahl)
- Die Ausreisefreiheit nach Völkerrecht und staatlichem Recht. Springer, Berlin u. a. 1986, ISBN 3-540-19017-1.
- Grundrechte und grenzüberschreitende Sachverhalte. Springer, Berlin u. a. 1994, ISBN 3-540-58441-2.
- Minderheitenschutz in Europa : völker- und staatsrechtliche Lage im Überblick. Gebr. Mann, Berlin 1995, ISBN 3-7861-1842-6.
- Christian Tams, Rainer Hofmann: International Investment Law and General International Law. From Clinical Isolation to Systemic Integration? Nomos, Baden-Baden 2011, ISBN 978-3-8329-6729-1.
- Christian Tams, Rainer Hofmann: International Investment Law and Its Others. Nomos, Baden-Baden 2012, ISBN 978-3-8329-7866-2.